# Bruis
Bruis era una comuna francesa situada en el departamento de Altos Alpes, de la región de Provenza-Alpes-Costa Azul, que el 1 de julio de 2017 pasó a ser una comuna delegada de la comuna nueva de Valdoule al fusionarse con las comunas de Montmorin y Sainte-Marie.

## Patrimonio
En la iglesia de Bruis se halla la piedra de Bruis, una lápida de mármol blanco con una inscripción cristiana del 538. Es el rastro más antiguo de presencia cristiana encontrado en los Altos Alpes. 
La inscripción en latín reza: [in] PACE BONAE MEMORIA [vix] I ANNIS QVINQVAGINTA [i] OHANNE VCC IND. SECUNDA, que puede traducirse como: De feliz recuerdo, aquí descansa [en] paz [que vivió] cincuenta años bajo la administración de Juan, durante el segundo año de inducción. (La inducción es un período de quince años, instituido por el emperador romano Constantino para la recaudación de impuestos a partir del 313).

## Demografía
| Gráfica de evolución demográfica de Bruis entre 1800 y 2014 |
|                                                             |

Los datos demográficos contemplados en este gráfico de la comuna de Bruis se han cogido de 1800 a 1999 de la página francesa EHESS/Cassini, y los demás datos de la página del INSEE.